# Kingston Mines
Kingston Mines é uma vila localizada no estado americano de Illinois, no Condado de Peoria.

## Demografia
Segundo o censo americano de 2000, a sua população era de 259 habitantes.
Em 2006, foi estimada uma população de 253, um decréscimo de 6 (-2.3%).

## Geografia
De acordo com o United States Census Bureau tem uma área de
3,8 km², dos quais 3,5 km² cobertos por terra e 0,3 km² cobertos por água.

## Localidades na vizinhança
O diagrama seguinte representa as localidades num raio de 16 km ao redor de Kingston Mines.